# Blondelia fasciata
Blondelia fasciata är en tvåvingeart som beskrevs av Robineau-desvoidy 1830. Blondelia fasciata ingår i släktet Blondelia och familjen parasitflugor.
Artens utbredningsområde är Frankrike. Inga underarter finns listade i Catalogue of Life.